# Dachdorf (Obermarchtal)
Dachdorf ist eine Wüstung auf dem Gebiet der Gemeinde Obermarchtal im Alb-Donau-Kreis in Baden-Württemberg.
Der Ort wird 805 als „Dhahdhorf“ erstmals überliefert. Im 13. Jahrhundert werden auch Ober- und Niederdachdorf genannt.
Abgegangen ist der Ort im Laufe des 13. Jahrhunderts.